# Szabó Zoltán (miniszter)
Szabó Zoltán (Patalom, 1914. február 17. – Budapest, 2007. január 11.) orvos, politikus, egészségügyi miniszter, az orvostudományok kandidátusa.

## Életpályája
Somogy vármegyében született Szabó Béla tanító és Klapp Mária fiaként. A ciszterci rend pécsi Nagy Lajos Gimnáziumában érettségizett 1933-ban. A pécsi Erzsébet Tudományegyetemen szerzett általános orvosi oklevelet 1939-ben. 1943-ban tett belgyógyász szakorvosi vizsgát.
1962. november 24. és 1975. március 22. között az MSZMP KB tagja. 1963. december 7. és 1964. június 5. között az egészségügyi miniszter első helyettese, ezt követően 1974. február 15-ig egészségügyi miniszter volt. Ezt követően a Magyarok Világszövetsége főtitkára tisztét töltötte be 1974. november 29. és 1980. szeptember 15. között.

## Kutatási területe
Elsősorban a magas vérnyomással és az ún. antihipertenzív szerek hatásával foglalkozott.

## Főbb művei
- Rhodankaliumtherápiás hatása hypertoniás betegeken (Magyar Belorvosi Archívum, 1950)
- A tüdőverőér emboliájával kapcsolatos EKG-eltérések. Farádi Lászlóval (Orvosi Hetilap, 1951. 6.)
- Folsav-antagonisták (Orvosi Hetilap, 1951. 32.)
- A Friedländer-pneumonia stretomycin kezeléséről (Orvosi Hetilap, 1952. 26.)
- A szív dinamikus működésének változása Rauwolfia-alkaloidák hatására (MTA V. Osztálya Közleményei, 1959)
- Az arteriás vérnyomás, percvolumen és periferiás resistentia változása több Rauwolfia-alkaloida együttes adása esetén. – A vesehaemo-dynamika és a vizeletürítés változása Rauwolfia-serpentina több alkaloidjának együttes adása esetén (Magyar Belorvosi Archívum, 1959)
- A Devincan vérnyomáscsökkentő hatásának vizsgálata állatkísérletekben és hypertoniás betegeken. Nagy Zoltánnal (Orvosi Hetilap, 1959. 33.)
- A nagyvérköri és vesehaemodynamika változása kutyán, reserpin hatására (Magyar Belorvosi Archívum, 1960)
- Az essentialis hyperlipaemiáról. Kerekes Ernővel (Orvosi Hetilap, 1960. 5.)
- A hypertoniabetegség néhány aktuális kérdése. Gláz Edittel és Gömöri Pállal (Orvosi Hetilap, 1960. 11.)
- A mecamylamin vérnyomáscsökkentő hatásáról. Erdélyi Gáborral (Orvosi Hetilap, 1960. 15.)
- A vesehaemodinamika és a diuresis változása hypertoniás betegeken reserpin hatására (Orvosi Hetilap, 1960. 40.)
- Studies on the Hypoglycaemic Effect of Vincamin (Experientia, 1961)
- Haemodynamikai változások vérnyomáscsökkentő gyógyszerek hatására. Kandidátusi értekezés. (Budapest, 1962)
- A magyar egészségügyi tudományos kutatások helyzete és perspektívája (Népegészségügy, 1965)
- A közegészségügyi-járványügyi munka és a körzeti betegellátás néhány kérdéséről (Állam és Igazgatás, 1966)
- Az egészségügyi feladatkörbe utalt felnőttvédelmi szociális gondoskodás helyzetéről és időszerű kérdéséről (Népegészségügy, 1969)
- A kórházak szervezeti és fejlesztési problémái Magyarországon (Egészségügyi Gazdasági Szemle, 1969)
- Az egészségügy negyedik ötéves terve (Népegészségügy, 1970)
- A ma és a holnap orvosa (Népegészségügy, 1971)
- Az új egészségügyi törvény és végrehajtásának feladatai. Keresztes Lászlóval (Állam és Igazgatás, 1972)
- A megelőzés néhány egészségpolitikai kérdése (Népegészségügy, 1972)
- Az egészségügyi törvény országgyűlési előadói beszéde (Egészségügyi Gazdasági Szemle, 1972 és Népegészségügy, 1972)
- Az egészségügyi dolgozók rendtartásáról szóló rendelet végrehajtásáról (Népegészségügy, 1973)

## Díjai, elismerései
- Szocialista Munkáért Érdemérem (1953)
- Munka Érdemrend (1955)
- a Munka Vörös Zászló Érdemrendje (1974)